# Kurt Friedrichs

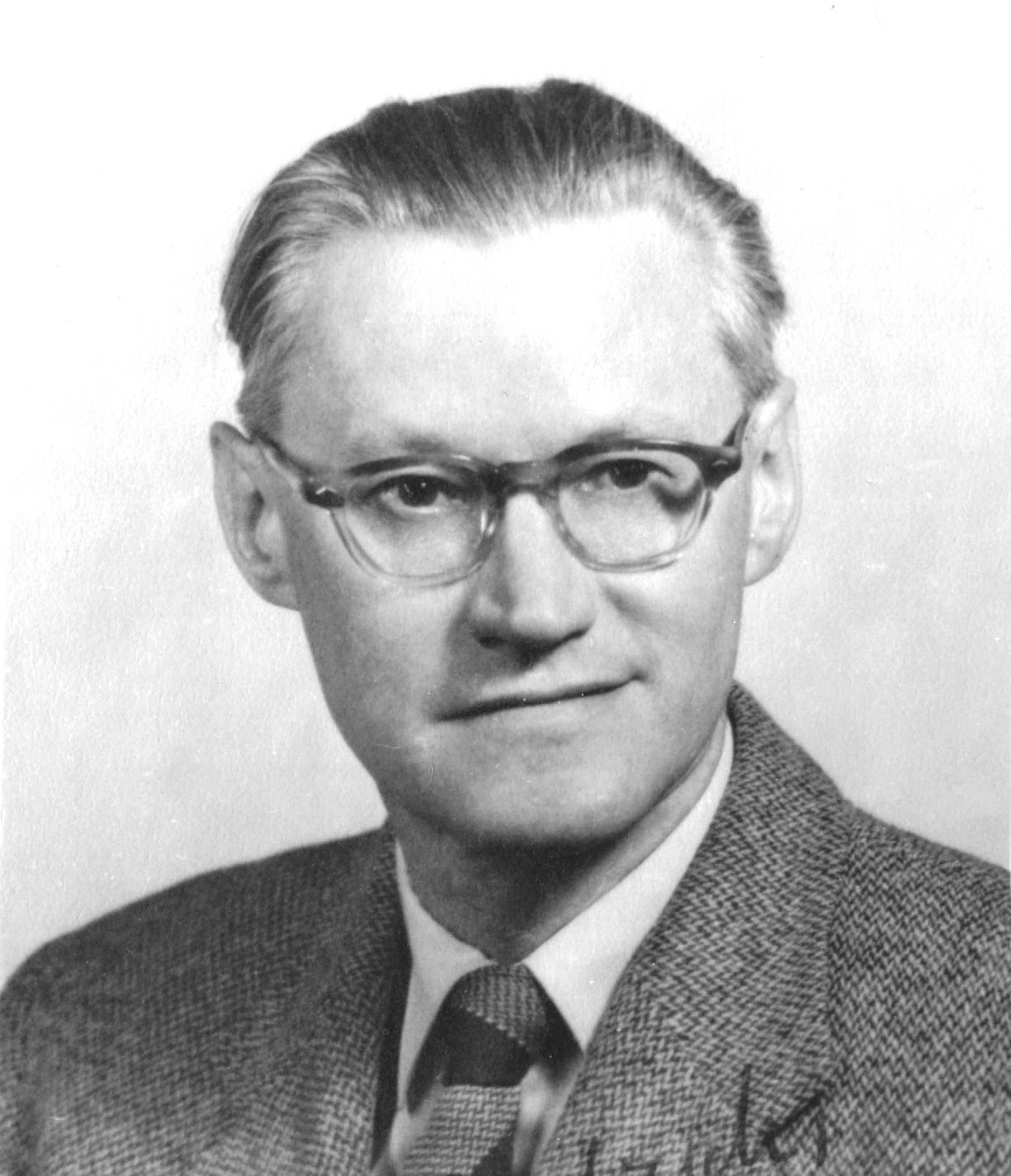
Kurt Friedrichs

Kurt Otto Friedrichs (* 28. September 1901 in Kiel; † 31. Dezember 1982 bzw. 1. Januar 1983 in New Rochelle, New York) war ein deutsch-amerikanischer Mathematiker. Sein Hauptwerk lag auf dem Gebiet der partiellen Differentialgleichungen in der Mathematischen Physik.

## Leben
Friedrichs war der Sohn eines Anwalts und wuchs in Düsseldorf auf. Er studierte in Düsseldorf, Greifswald, Freiburg im Breisgau, Graz und Göttingen. Er promovierte 1925 bei Richard Courant an der Universität Göttingen über Die Randwert- und Eigenwertprobleme aus der Theorie der elastischen Platten. Er arbeitete auch an Existenzsätzen zu partiellen Differentialgleichungen, numerischen Verfahren für partielle Differentialgleichungen und hyperbolischen partiellen Differentialgleichungen und wurde von Courant zur Arbeit an dem Buch Mathematische Methoden der Physik von Courant und Hilbert hinzugezogen. In diesem Zusammenhang entstand die Courant-Friedrichs-Lewy-Bedingung mit Courant und seinem Kommilitonen Hans Lewy. Nach der Assistenz-Zeit in Göttingen wurde er 1927 Assistent und dann Privatdozent an der RWTH Aachen (bei Theodore von Kármán), war nach der Habilitation 1929 Privatdozent in Göttingen und ab 1930 Professor an der TH Braunschweig. Aufgrund der politischen Verhältnisse nach der Machtübernahme der Nationalsozialisten bemühte er sich bei einem Besuch 1935 bei dem inzwischen emigrierten Courant in New York ebenfalls um eine Stellung in den USA.
Friedrichs und dessen jüdische Verlobte Nellie H. Bruell emigrierten 1937 in die USA, wo sie am 11. August 1937 heirateten. Sie hatten fünf Kinder. Friedrichs folgte Courant an die New York University, wo dieser ein neues Institut für angewandte Mathematik (Courant Institute of Mathematical Sciences) aufbaute. Friedrichs war zunächst Gastprofessor an der New York University, ab 1939 Associate Professor und dann Professor am Courant Institute. Ab 1974 war er dort Distinguished Professor of Mathematics.
Das Lax-Friedrichs-Verfahren zur numerischen Lösung von hyperbolischen partiellen Differentialgleichungen und die Friedrichssche Erweiterung sind mit seinem Namen verbunden.
Zu seinen Doktoranden zählen Peter Lax (1949) und Cathleen Synge Morawetz.
Für seine wissenschaftlichen Leistungen wurde ihm fünfmal die Ehrendoktorwürde verliehen, unter anderem 1980 von der Technischen Universität Braunschweig sowie von der RWTH Aachen, der Universität Uppsala, der New York University und der Columbia University. 1951 wurde er zum korrespondierenden Mitglied der Göttinger Akademie der Wissenschaften und 1975 der Bayerischen Akademie der Wissenschaften gewählt. Seit 1959 war er Mitglied der National Academy of Sciences und seit 1958 der American Academy of Arts and Sciences. 1976 erhielt er die National Medal of Science. In Braunschweig, von wo Friedrichs und Bruell 1937 emigrierten, erinnert eine Persönlichkeitstafel an das Ehepaar. Seit 1959 war er korrespondierendes Mitglied der Braunschweigischen Wissenschaftlichen Gesellschaft.

## Schriften
- Selecta. 2 Bände, Birkhäuser 1986 (Herausgeber Cathleen Synge Morawetz).
- Lectures on advanced ordinary differential equations. New York University. Gordon and Breach 1965, 1985.
- Mathematical aspects of the quantum theory of fields. Interscience 1953.
- Mathematical methods of electromagnetic theory. Courant Institute 1974.
- Perturbation of spectra in Hilbert space. American Mathematical Society, 1967, 2008 (Basierend auf Vorlesungen auf dem Summer Seminar in Applied Mathematics in Boulder 1960).
- Special topics in fluid dynamics. Gordon and Breach 1966.
- Spectral theory of operators in Hilbert space. Courant Institute 1961.
- mit P. Le Corbeiller, Norman Levinson, J. J. Stoker: Non-linear mechanics. Providence, Rhode Island 1943.
- mit R. Courant: Supersonic flow and shock waves. Interscience 1948, 5. Auflage Springer Verlag 1999.
- From Pythagoras to Einstein. Random House 1966.
- mit Richard von Mises Fluid Dynamics, Providence, Rhode Island 1942, Springer Verlag 1971.
- Pseudodifferential Operators- an introduction, Courant Institute 1968.
- R. Courant, K. Friedrichs, Hans Lewy: Über die partiellen Differenzengleichungen der mathematischen Physik. In: Mathematische Annalen, Band 100, 1928, S. 32–74. Online